# 覺浪道盛
覺浪道盛（1592年—1659年），號天界禪師，福建人，曹洞宗門下，是明末著名禪宗高僧。其弟子有方以智、倪嘉慶等人。

## 思想特色
覺浪道盛有濃厚三教合一的思想。

## 著作
其著作收入《天界覺浪盛禪師全錄》。

## 外部連結
- 荒木見悟著，廖肇亨譯：〈覺浪道盛初探 （页面存档备份，存于）〉。